# Roztoky u Křivoklátu (nádraží)
Roztoky u Křivoklátu jsou železniční stanice na východním okraji obce Roztoky v okrese Rakovník ve Středočeském kraji. Leží na neelektrifikované jednokolejné trati Beroun – Rakovník.

## Historie
Stanice byla uvedena do provozu roku 1876 jako součást Rakovnicko-protivínské dráhy. V minulosti nesla názvy Pürglitz, Křivoklát, Roztoky-Křivoklát a Rostok-Pürglitz. Od roku 1961 nese současný název Roztoky u Křivoklátu.

## Popis
Nachází se zde dvě jednostranná úrovňová nástupiště, k příchodu na nástupiště slouží přechody přes koleje. Stanice se nachází v sousedství bývalého areálu dřevozpracujícího podniku a firmy Tolman & Tolman s.r.o. 

### Stav v roce 2024

#### Konfigurace kolejiště
Ve stanici jsou dvě dopravní koleje (1, 3) a jedna kolej manipulační (2), přičemž všechny dopravní koleje jsou průjezdné. Ve stanici je celkem 5 výhybek. Výhybky pro jízdu na dopravní koleje jsou přestavovány elektromotoricky, výhybky 3 a 4 a výkolejka Vk2 jsou přestavovány ručně. Klíč od výkolejky Vk2 je v úschově u výpravčího v dopravní kanceláři, klíč od výhybek 3 a 4 je uzamčen v elektromagnetickém zámku v dopravní kanceláři. Odjezdová návěstidla jsou umístěna u všech dopravních kolejí přímo u koleje a platí pouze pro jednu kolej. Výprava vlaku s přepravou cestujících, který zastavil v prostoru pro výstup a nástup cestujících, se provádí jiným způsobem než návěstí hlavního návěstidla.
Do stanice jsou zaústěny dvě traťové koleje – od Rakovníka (vjezdové návěstidlo L) a Berouna (vjezdové návěstidlo S). Do druhé koleje je výhybkou 3 zaústěna Vlečka Roztoky.

#### Zabezpečovací zařízení
Stanice je vybavena zabezpečovacím zařízením 3. kategorie – reléovým zabezpečovacím zařízením AŽD 71 s počítači náprav pro kontrolu volnosti výhybek a kolejí. O jeho obsluhu se stará výpravčí se stanovištěm v dopravní kanceláři.
V přilehlých mezistaničních úsecích není zřízeno traťové zabezpečovací zařízení. Jízda vlaků je zabezpečována telefonickým dorozumíváním.

### Stav v roce 2006

#### Konfigurace kolejiště
Ve stanici jsou tři dopravní koleje (1, 3, 5) a jedna kolej manipulační (2), přičemž všechny dopravní koleje jsou průjezdné. Ve stanici je celkem 8 výhybek. Všechny výhybky i výkolejky jsou přestavovány ručně. Klíče od výhybek a výkolejek jsou uzamčeny v elektromagnetických zámcích, ústředním zámku či kontrolních zámcích. Odjezdové návěstidlo se nachází ve směru Rakovník jedno (S1-5), ve směru Beroun jedno (L1-5), platí pro více kolejí.
Do stanice jsou zaústěny dvě traťové koleje – od Rakovníka (vjezdové návěstidlo L) a Berouna (vjezdové návěstidlo S). Do druhé koleje je výhybkou 5 zaústěna vlečka Lesy Křivoklát, do páté koleje výhybkou 3 vlečka Permon, toho času mimo provoz.

#### Zabezpečovací zařízení
Stanice je vybavena zabezpečovacím zařízením 1. kategorie. Zabezpečovací zařízení se skládá z kolejové desky a elektromagnetických zámků EZ3, EZ7, EZ Vk1/4 a EZ Vk3/5/6, umístěných v dopravní kanceláři, ústředního zámku, umístěného na St. I a elektromagnetického zámku EZ8, umístěného na St. II. Stanice je obsazena výpravčím se stanovištěm v dopravní kanceláři a dozorcem výhybek se stanovištěm v dopravní kanceláři, na St. I či St. II. Dozorce výhybek přestavuje na pokyn výpravčího ručně výhybky 1, 2, 3, 4, 7 a 8 a výkolejku Vk2. Při posunu jsou výhybky 4, 5, 6, 7, a 8 a výkolejky Vk1 a Vk3 přestavovány obsluhou vlaku.

## Zajímavosti
Stanice Roztoky u Křivoklátu se objevila v 11. díle seriálu Hříšní lidé města pražského, nazvaném Hra (1969); objevila se taktéž ve filmu Náhodou je príma (1987).

## Fotogalerie
- Motorový vůz 810 050 v Roztokách u Křivoklátu 22. 4. 2020
- Lokomotiva 721 532 v Roztokách u Křivoklátu 2. 10. 2021
- Lokomotiva 742 405 v Roztokách u Křivoklátu 30. 4. 2022
- Motorový vůz 851 008 v Roztokách u Křivoklátu 21. 5. 2022
- Kralovický rychlík v Roztokách u Křivoklátu 7. 6. 2024